# Artem Petrov
Artem Sergeevich Petrov (em russo:  Артём Сергеевич Петро́в; IPA: [ɐrˈtɵm pʲɪˈtrof]; São Petersburgo, 14 de janeiro de 2000), é um piloto de automóvel russo.

## Carreira

### Campeonato Europeu de Fórmula 3 da FIA
Em fevereiro de 2018 foi anunciado que Petrov continuaria na equipe Van Amersfoort Racing para a disputa do Campeonato Europeu de Fórmula 3 da FIA de 2018.

### Campeonato de Fórmula 3 da FIA
Em 2019, Petrov fez sua estreia no Campeonato de Fórmula 3 da FIA pela equipe Jenzer Motorsport na primeira etapa da competição, que foi realizada no circuito de Barcelona-Catalunha. Porém, o piloto russo disputou apenas a etapa inaugural da temporada, com a vaga na equipe ficando com Giorgio Carrara.